# Miskolc Renegades 2017
Questa voce raccoglie le informazioni riguardanti i Miskolc Renegades nelle competizioni ufficiali della stagione 2017.

## Divízió I 2017

### Stagione regolare

#### Prima fase
| 25 marzo 2017 1ª giornata | Miskolc Renegades | 37 – 13 | Budapest Cowbells 2 |  |

| 16 aprile 2017 3ª giornata | Fehérvár Enthroners | 34 – 12 | Miskolc Renegades |  |

| 23 aprile 2017 4ª giornata | Debrecen Gladiators | 14 – 19 | Miskolc Renegades |  |

| 13 maggio 2017 6ª giornata | Miskolc Renegades | 6 – 31 | Budapest Eagles |  |

#### Seconda fase
| 11 giugno 2017 Turno 1 | Miskolc Renegades | 0 – 55 | Fehérvár Enthroners |  |

| 24 giugno 2017 Turno 2 | Miskolc Renegades | 7 – 20 | Budapest Cowbells 2 |  |

| 1º luglio 2017 Turno 3 | Budapest Eagles | 47 – 7 | Miskolc Renegades |  |

## Statistiche di squadra
| Competizione      | %Vittorie | In casa | In casa | In casa | In casa | In casa | In casa | In trasferta | In trasferta | In trasferta | In trasferta | In trasferta | In trasferta | Totale | Totale | Totale | Totale | Totale | Totale |
| Competizione      | %Vittorie | G       | V       | N       | P       | Pf      | Ps      | G            | V            | N            | P            | Pf           | Ps           | G      | V      | N      | P      | Pf     | Ps     |
| ----------------- | --------- | ------- | ------- | ------- | ------- | ------- | ------- | ------------ | ------------ | ------------ | ------------ | ------------ | ------------ | ------ | ------ | ------ | ------ | ------ | ------ |
| Stagione regolare | .286      | 4       | 1       | 0       | 3       | 50      | 119     | 3            | 1            | 0            | 2            | 38           | 95           | 7      | 2      | 0      | 5      | 88     | 214    |
| Totale            | .286      | 4       | 1       | 0       | 3       | 50      | 119     | 3            | 1            | 0            | 2            | 38           | 95           | 7      | 2      | 0      | 5      | 88     | 214    |